# Hydrillodes basalis
Hydrillodes basalis là một loài bướm đêm trong họ Noctuidae.